# Саксон (бронетранспортёр)
AT105 «Саксон» (англ. Saxon, в пер. «сакс») — британский колёсный бронетранспортёр 1970-1980-х годов.

## История

### Разработка
В начале 1970-х годов британская компания GKN Sankey Ltd разработала полицейские бронеавтомобили AT100, с колёсной формулой 4×2 для применения в условиях города, и AT104, с колёсной формулой 4×4 для применения в условиях пересечённой местности, для подавления бунтов против в слаборазвитых странах и на периферии. Обе машины предназначались для проведения военно-полицейских операций и других мероприятий внутренней безопасности (internal security operations). В соответствии с господствовавшей в то время британской военной доктриной, Министерство обороны Великобритании требовало от разработчиков представить на испытания недорогие образцы бронированной автомобильной техники.

### Опытные прототипы
Опытные прототипы машин имели следующие характеристики:
Отделение управления, боевое отделение и десантное отделение
Обе машины обеспечивали перевозку на борту десяти-двенадцати человек личного состава с оружием и снаряжением.
Бронезащита
Машины имели 12,5-мм бронелисты лобовой брони и 6-мм бронекорпус по бортам и сверху на крыше.
Моторно-трансмиссионная группа и шасси
Двигательная установка обеих машин была представлена дизелями «Бедфорд» мощностью 100 л. с., четырёхступенчатой коробкой передач «Эллисон» и шинами с автоподкачкой механических пробоин.
Габаритные характеристики

Габаритные характеристики автомобилей составляли около 4,6 м в длину, 2,4 м в высоту и 2,13 метров в ширину..
Позже на базе AT104 была разработана модификация AT105, получившая название Saxon.

### Производство
Серийное производство AT105 было начато в 1976 году. С 1973 по 1984 год на экспорт в Бахрейн, Кувейт, Малайзию и Оман было поставлено около 200 машин.
Летом 1982 года британская армия решила заказать броневики для дислоцировавшихся в Великобритании мотопехотных батальонов, которые должны были бы в начале войны с СССР стать подкреплением для британского контингента в ФРГ, и тогда же они получили обозначение Saxon.
В 1990-е годы вооружённые 7,62-мм пулемётом броневики находились на вооружении британского миротворческого контингента в Боснии. В ходе эксплуатации было установлено, что установка пулемёта подняла центр тяжести машины. В результате машина стала переворачиваться, что привело к ряду несчастных случаев.
В дальнейшем, AT105 использовались британским контингентом в начальный период войны в Ираке
Хотя изначально предполагалось, что бронемашины «Саксон» останутся на вооружении британской армии до 2014 года, в 2006 году было принято решение о замене AT105 в механизированных батальонах британской армии на прошедшие модернизацию гусеничные бронетранспортёры FV430 (хотя эксплуатация 141 бронемашины полицейскими силами в Северной Ирландии была продолжена).
По состоянию на 1 июня 2006 года, на вооружении британской армии оставалось 590 броневиков «Saxon», которые постепенно заменяли на боевые машины пехоты «Warrior».
Тем не менее, эксплуатация AT105 британской армией продолжалась по меньшей мере до 2008 года, они использовались в войне в Афганистане.
Осенью 2014 года был заключён контракт на поставку 75 бронемашин на Украину. В марте 2015 года депутат Верховной Рады Украины А. Кужель объявила о намерении направить запрос в Генеральную прокуратуру Украины о проведении проверки эффективности использования бюджетных средств по контракту о приобретении бронемашин «Саксон»
10 марта 2015 года на трассе Киев — Харьков произошло ДТП: один из шедших в военной колонне бронетранспортёров Saxon перевернулся, водитель погиб, 2 были госпитализированы[уточнить].

## Конструкция
Машина создана на шасси 4-тонного британского армейского грузовика Bedford MK, полноприводной версии автомобиля Bedford TK и использует многие его узлы и компоненты.
Корпус бронемашины сварной, изготовлен из стальных броневых листов, которые обеспечивают защиту от пуль из 7,62-мм стрелкового оружия.
На крыше машины установлена неподвижная командирская башенка с открывающимся назад люком.

### Вооружение
Изначально в качестве вооружения была предусмотрена установка одного 7,62-мм пулемёта или двух спаренных 7,62-мм пулемётов (с боекомплектом 1000 шт. патронов).
13 февраля 2015 представитель ГК «Укроборонпром» сообщил, что поставленные бронемашины будут вооружены 7,62-мм пулемётом КТ-7,62. 23 марта 2015 года было объявлено, что крепление для установки пулемёта КТ-7,62 на бронемашины «Саксон» уже разработали на заводе «Маяк» и при установке устройства на бронемашине «Саксон» оно обеспечивает угол обстрела из пулемёта в секторе от −10° до + 45° по вертикали и 180° по горизонтали.
4 апреля 2015 года на полигоне учебного центра Национальной гвардии Украины в селе Новые Петровцы Киевской области был представлен демонстрационный образец бронемашины «Саксон», прошедшей модернизацию на заводе «Маяк» (на который установлены один 12,7-мм пулемёт ДШКМ и два 7,62-мм пулемёта ПКБ).

### Силовая установка и ходовая часть
Изначально бронемашины «Саксон» были оснащены шестицилиндровым дизельным двигателем Bedford 500 мощностью 164 л. с. и механической трансмиссией, однако в дальнейшем часть бронемашин последних лет выпуска, находившихся на вооружении британской армии, была оснащена шестицилиндровым двигателем TH Cummins мощностью 160 л. с. и автоматической трансмиссией.

### Дополнительное оборудование
На AT-105 Saxon могут быть установлены:
- устройство для отстрела дымовых гранат[1]
- лебёдка[1]
- обогреватель[1]
- бульдозерный отвал[1]
- фара-искатель[1]

## Варианты и модификации
- бронетранспортёр[3]
- AT105C — командно-штабная машина[3] с дополнительным радиооборудованием[1]
- Saxon Patrol Vehicle — полицейская бронемашина для использования в Северной Ирландии (на бортах установлены решётчатые раздвижные экраны для защиты полицейских от брошенных камней и т. п.)[5]
- медицинская машина (одна машина была изготовлена для использования в Северной Ирландии)[3]

В апреле 2015 года один из поставленных на Украину бронетранспортёров «Саксон» был переоборудован в разведывательную машину (с видеокамерой на складной гидравлической мачте)

## Страны-эксплуатанты
- Джибути — 4 или более по состоянию на 2024 год.
- Иордания — некоторое количество на вооружении спецподразделения «Дарак» министерства внутренних дел по состоянию на 2024 год.
- Малайзия — 44 на вооружении бригады специального назначения Pasukan Gerakan Am Королевской полиции по состоянию на 2024 год. Всего поставлено не менее 140 штук, из них 44 в 1978—1979 годах, некоторое количество в 1990-х и 60 в 2007 году[1][3].
- Мозамбик — 25 по состоянию на 2024 год, поставлены в 2013 году из Великобритании[17].
- Оман — 15 на вооружении сухопутных войск по состоянию на 2024 год. Всего поставлено 22 бронемашины в 1982 году, большая часть из которых поступила на вооружение армии, а несколько — в полицию[1][3].
- Республика Конго — 28 по состоянию на 2024 год.
- Сомали — более 25 по состоянию на 2018 год[18]

### Статус неизвестен

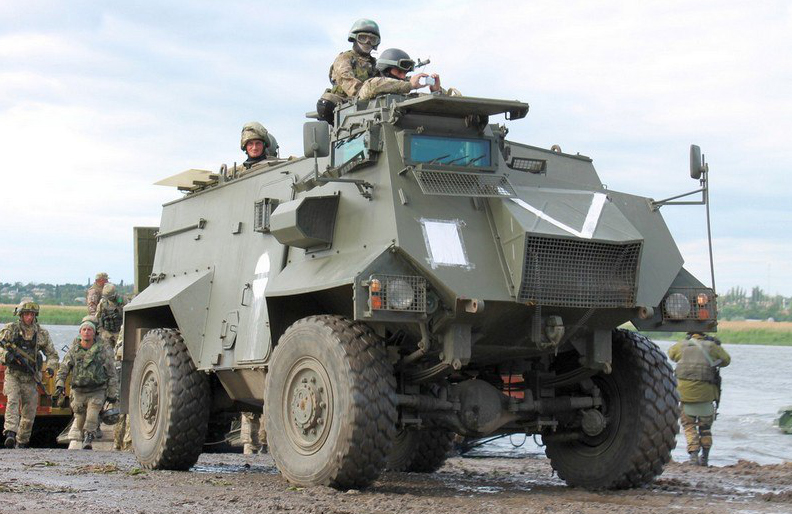
AT105 «Саксон» Сухопутных войск Украины

- Бахрейн — 10 на вооружении сухопутных войск по состоянию на 2014 год[19], поставлены двумя партиями в 1981-1985 годах[1][3].
- Ирак — 60 на вооружении сухопутных войск по состоянию на 2014 год[20], переданы британским контингентом в 2007 году для иракской армии после вторжения коалиционных сил и оккупации Ирака.
- Кувейт — 5 бронемашин поставлены в 1985 году. Кувейт был первым коммерческим импортёром этой модели[21].
- Нигерия — более 70 на вооружении полиции по состоянию на 2018 год[22]. Вероятно небоеспособны. Всего поставлено 75 единиц в 1980—1982 годах[1][3].
- Украина — 75 по состоянию на 2016 год, поставлены в 2015 году[23][24].

### Бывшие
- Великобритания — в 1983 году приняты на вооружение сухопутных войск[25], для пехотных дивизий было заказано 624 бронемашины, в дальнейшем они использовались и в территориальных батальонах сил внутренней безопасности[26]; сняты с вооружения частей «первой линии» в 2005—2006 годы, окончательно сняты с вооружения в 2008 году[3] и списаны в 2011-2012 годах.
- Гонконг[1][3] — в 1988 году 7 бронемашин поступили на вооружение полицейского спецподразделения PTU, в 2009 году они были заменены на Unimog U5000[27].
- Кот-д’Ивуар — в 2016 году 4 списанных британских Saxon куплено из Франции для нужд МИНУСМА.
- Мавритания — в 2016 году 4 списанных британских Saxon куплено из Франции для нужд временного контингента МИНУСКА.